# سر بابون مک‌گون
سر بابون مک‌گون (به انگلیسی: Sir Baboon McGoon) یک هواپیمای ساختِ کارخانهٔ شرکت هواپیماسازی داگلاس در کشور ایالات متحده آمریکا است.